# جین جی-هی
جین جی-هی (انگلیسی: Jin Ji-hee؛ زادهٔ ۲۵ مارس ۱۹۹۹) بازیگر اهل کره جنوبی است. از فیلم‌ها یا برنامه‌های تلویزیونی که وی در آن نقش داشته‌است می‌توان به هانسل و گرتل، افسانه خورشید و ماه، کارآگاهان دبیرستان دخترانه و تخت پادشاهی اشاره کرد.